# Filip (apoštol)

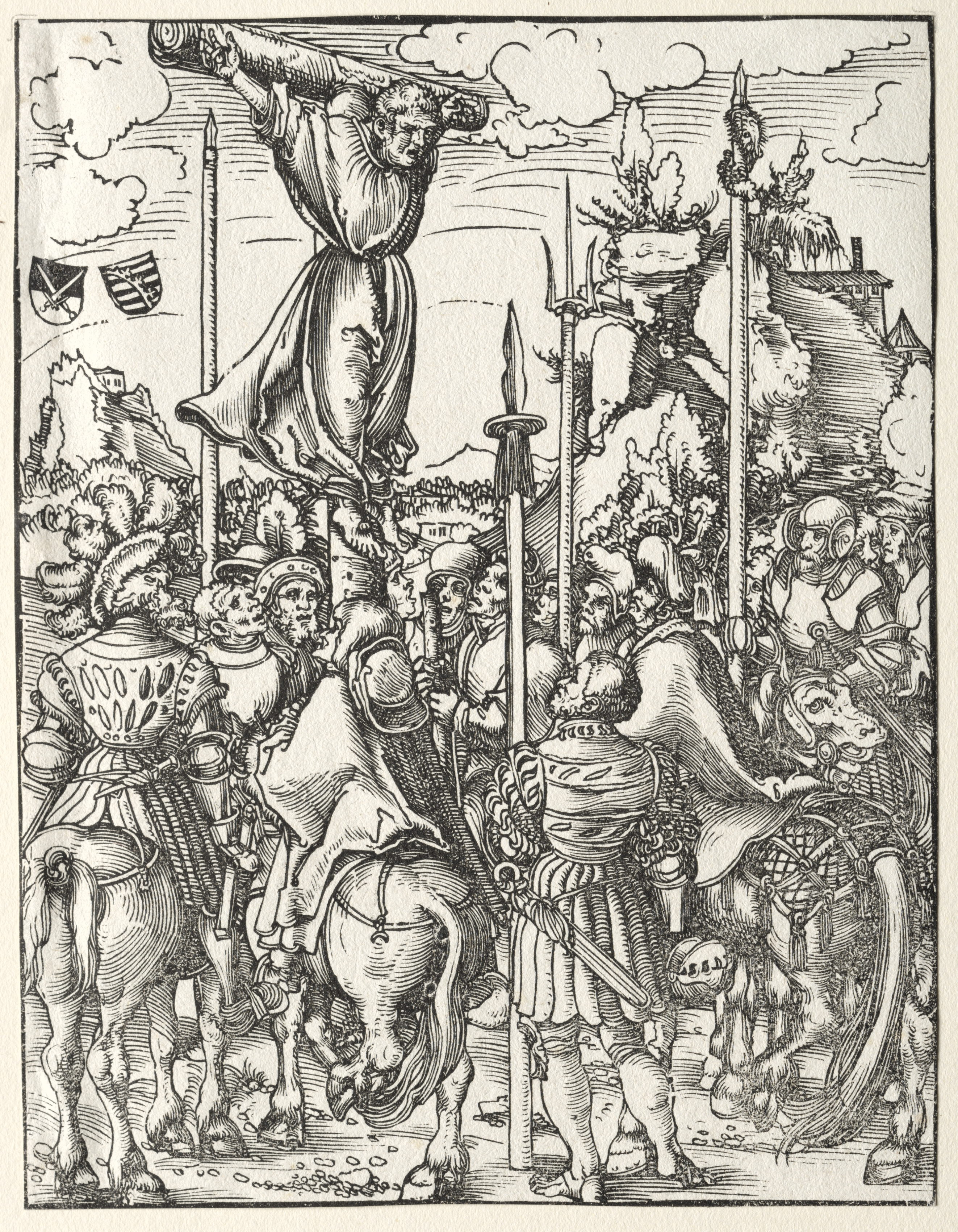
Lucas Cranach st.: Mučednictví sv. Filipa na kříži, kolem 1520; Cleveland Museum of Art

Svatý Filip byl jeden z dvanácti Ježíšových apoštolů. Je uctíván jako světec všemi křesťanskými církvemi s kultem svatých: katolickou, pravoslavnou, koptskou, arménskou, starokatolickou i anglikánskou. V římskokatolické církvi se do roku 1955 slavil jeho svátek (spolu s apoštolem Jakubem Mladším) 1. května, poté byl posunut na 3. května. V ruské pravoslavné církvi se slaví 14. listopadu. Starokatolická církev jej uctívá v původním datu svátku, tedy 1. května.

## Život
Filip pocházel stejně jako Petr a Ondřej z Palestiny, z městečka Betsaidy (srov. J 1,44) u Genezaretského jezera, tehdy náležejícího do tetrarchátu jednoho ze synů Heroda Velikého, který se také jmenoval Filip. Povoláním byl rybář a pravděpodobně už byl učedníkem svatého Jana Křtitele. Podle tradice byl ženatý a měl dvě dcery, podle jiné verze měl dcery čtyři.

### Biblické prameny
O Filipovi se zmiňují evangelia a Skutky apoštolů. V seznamech dvanácti apoštolů je vždy uváděn na pátém místě (viz Mt 10,3; Mk 3,18; Lk 6,14; Sk 1,13), a tedy v podstatě mezi prvními. Ačkoli Filip byl hebrejského původu, jeho jméno je řecké, podobně jako Ondřej, což je drobné znamení tehdejší kulturní otevřenosti. Jméno Filip v překladu znamená "milovník koní".
Další zprávy o svatém Filipovi podává Janovo Evangelium.
Když Ježíš začal veřejně působit, rozhodl se vydat na cestu do Galileje. Vyhledal Filipa a řekl mu: "Následuj mě!" (srov. J 1,43) Filip ihned poslechl, vyhledal Natanaela a řekl mu: "Nalezli jsme toho, o němž psal Mojžíš v Zákoně i proroci, Ježíše, syna Josefova z Nazareta." Natanael mu namítl: "Z Nazareta? Co odtamtud může vzejít dobrého?" Filip se nepoddal Natanaelově skeptické odpovědi a s rozhodnutím namítl: "Pojď a podívej se!" (srov. J 1,45-46)
Ježíš se na Filipa obrátil i u příležitosti rozmnožení chlebů s cílenou a stejně překvapivou prosbou: kde by bylo možné nakoupit chléb k nasycení všech lidí, kteří jej následovali. Filip tehdy odpověděl s velkým realismem: "Ani za dvě stě denárů chleba nestačí, aby se na každého aspoň něco dostalo." (srov. J 6,5-7) Je zajímavé, že se Ježíš obrátil právě na Filipa, když chtěl poprvé ukázat na řešení problému. Patrně je to znamení toho, že Filip patřil do užší skupinky těch, kteří byli s ním.
Před událostmi Utrpení někteří Řekové, kteří byli o Velikonocích v Jeruzalémě, přišli k Filipovi... a prosili ho: "Pane, rádi bychom uviděli Ježíše." Filip šel a řekl to Ondřejovi; Ondřej a Filip pak šli a pověděli to Ježíšovi. (srov. J 12,20-22) V tom je opět znak jeho výjimečného postavení v rámci apoštolského sboru. Zejména v tomto případě je u Ježíše prostředníkem žádosti cizinců. Pravděpodobně mluvil řecky a mohl posloužit jako tlumočník a třebaže se spojuje také s Ondřejem, je to právě on, na koho se cizinci obracejí.
A je tady ještě jeden okamžik, kdy na scénu vstoupil Filip. Během Poslední večeře Ježíš prohlásil, že znát Jeho, znamená také znát Otce (srov. J 14,7). Filip jej takřka naivně požádal: "Pane, ukaž nám Otce, a to nám stačí." (J 14,8) Ježíš mu odpověděl dobrotivou výčitkou: "Filipe, tak dlouho jsem s vámi, a neznáš mě? Kdo viděl mne, viděl Otce. Jak můžeš říci ‚Ukaž nám Otce‘? Nevěříš, že já jsem v Otci a Otec je ve mně?... Věřte mi, že já jsem v Otci a Otec je ve mně." (J 14,9-11) Evangelista neřekl, zda Filip plně pochopil Ježíšovu větu. Jisté je však, že mu zcela věnoval svůj vlastní život.

### Místa evangelizace
Podle některých pozdějších zpráv (Skutky Filipovy), evangelizoval Filip nejprve Řecko a potom Frýgii v Malé Asii, kde prý obrátil a pokřtil mnoho pohanů, a kde také podstoupil mučednickou smrt v Hierapoli, na území dnešního jižního Turecka, v blízkosti termálních pramenů Pamukkale. Jeho mučení je popisováno  různě: jako ukřižování nebo ukamenování. O jeho smrti nejsou bezpečné údaje.

### Legenda
Podle legendy šel svatý Filip nejdříve kázat evangelium do Skýtie, kde strávil dvacet let. Poté ho pohané nutili, aby obětoval jejich bohu Martovi. Veleknězův syn už začal připravovat oheň pro oběť, když se vynořil zpod modly velký drak a zabil ho. Drak zabil i dva pohanské kněze, jejichž sluhové drželi Filipa v železech. Všichni lidé, na něž drak dýchl, onemocněli. Tu svatý Filip řekl: „Poslechněte mě: rozbijte tuto modlu a postavte na jejím místě kříž Ježíše Krista a potom, co ho budete všichni uctívat, vaši mrtví povstanou a nemocní se uzdraví. Ale musíte to udělat úplně všichni.“ Nemocní mu odpověděli: „Jestli je to možné, tak my to radostně uděláme.“ Filip poručil drakovi, aby odešel do pouště a více neškodil. Drak ho poslechl a už se nikdy neobjevil. Ihned potom Filip vzkřísil mrtvé a uzdravil nemocné, pokřtil je a ještě rok u nich pobyl. Potom odešel do Hieropole ve Frýgii, kde zničil kacířství Hebronitů. Podle legendy byl v 87 letech věku zajat pohany, bičován, pověšen na kříž a na něm ukamenován.

## Ostatky a úcta
- Hrob svatého Filipa je dodnes uctíván v bazilice Dvanácti svatých apoštolů v Římě. Jeho ostatky jsou uctívány také ve Florencii, Kolíně nad Rýnem, Špýru, Petrohradě, Praze a dalších, zejména evropských městech.

## Patrocinium

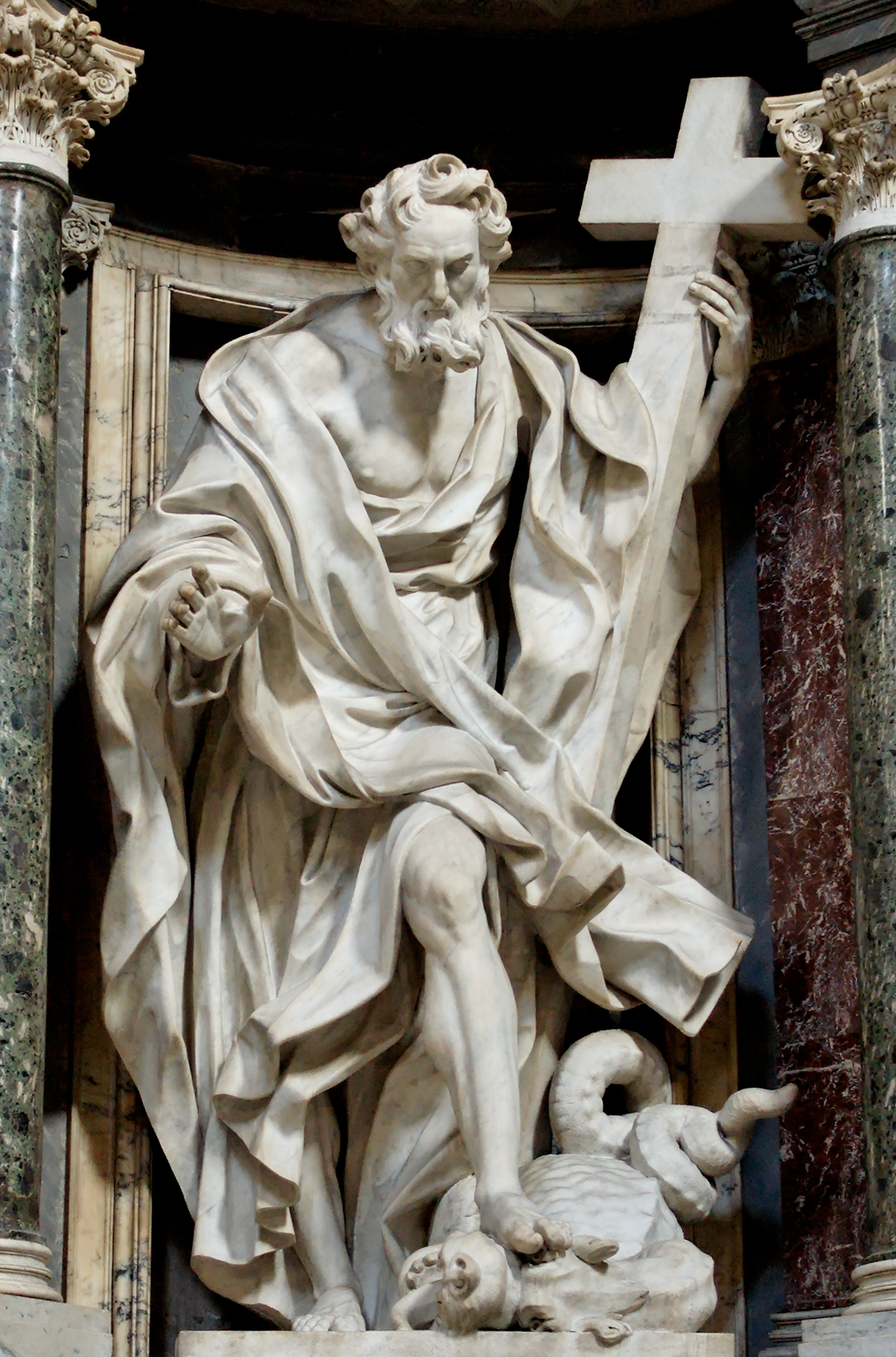
Giuseppe Mazzuoli: Socha apoštola Filipa mezi 12 apoštoly u pilířů hlavní lodi baziliky sv. Jana v Lateráně, Řím

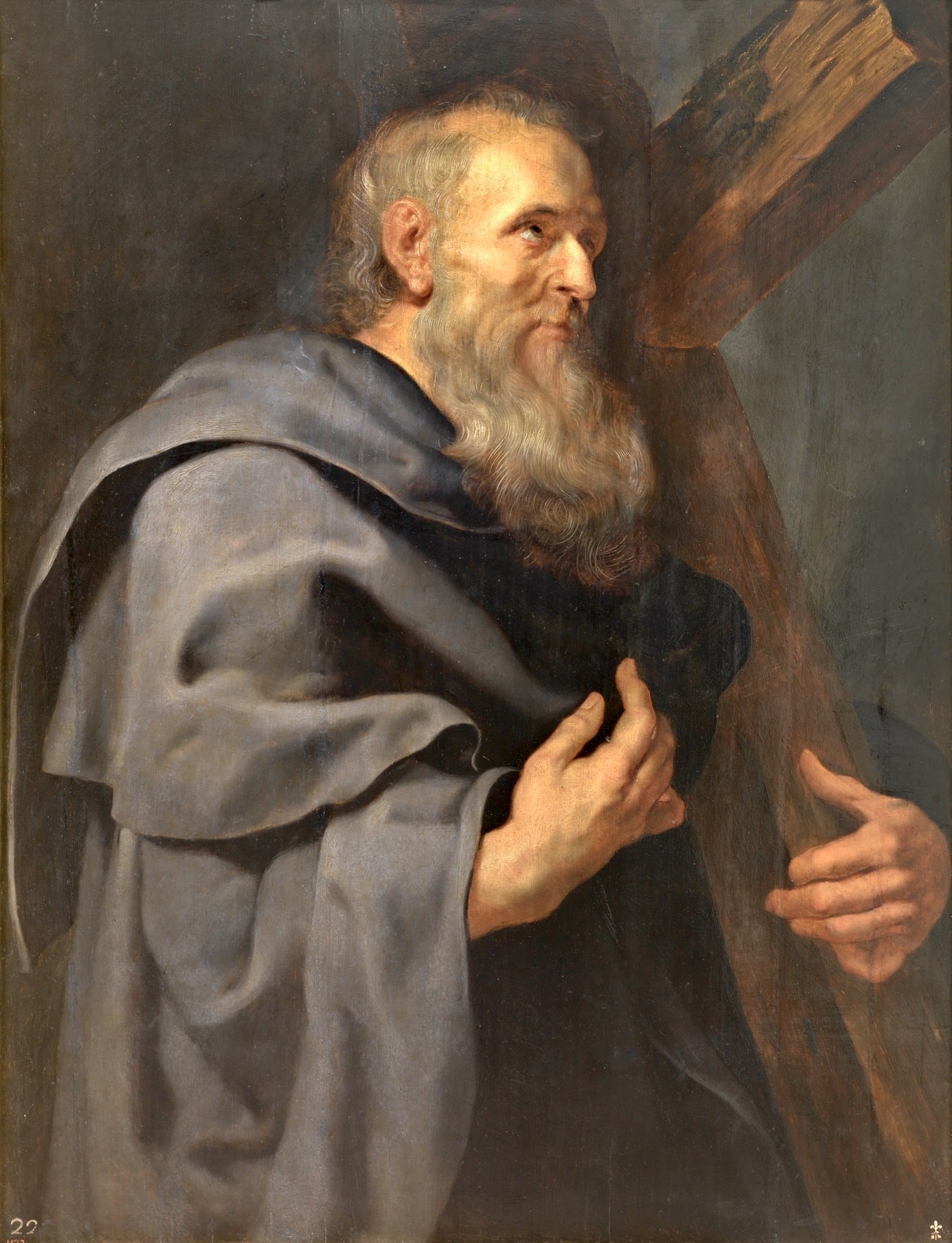
Petr Pavel Rubens: Apoštol Filip s křížem (1611), Museo del Prado

- Petr Pavel Rubens: Apoštol Filip s křížem (1611), Museo del Pradozemě: Lucembursko, Brabantsko, Uruguay,
- města: Sorrento, Špýr,
- řemesla: cukráři, kramáři, kloboučníci, paštikáři, koželuhové.

## Kostely (výběr)
- Bazilika Dvanácti Svatých apoštolů (Basilica dei Santi XII Apostoli) v Římě, Piazza Santi apostoli, založena v 6. století na počest osvobození města od Gótů; společný hrob a ostatky sv. Filipa a Jakuba
- Chrám sv. Filipa, Řím
- Chrám svatého Jana (San Giovanni) ve Florencii
- Kostel sv. Filipa, Vápenná, okres Jeseník
- Kostel sv. Filipa a Mikuláše Divotvůrce, Veliký Novgorod, Rusko – podle jedné verze legendy Filip zemřel ve Skýtii, což v době jeho úmrtí bylo velké území od severního Turecka přes Ukrajinu a Rusko až po dnešní Irák; později je ovládli Sarmaté a Paretové

stojí ; (spravuje ruská pravoslavná církev); podle tradice zde sv. Filip konal misijní práci
- Kostel sv. Filipa, Morrow Country (Ohio), USA
- Chrám sv. Filipa - ruský pravoslavný, s pozlacenou kupolí; Spojené arabské emiráty: stojí na východním okraji Dubaje na hranici s emirátem Šardžá,

### Společné zasvěcení sv. Filipovi a Jakubovi
- Kostel sv. Filipa a Jakuba (Arbesovo náměstí) v Praze 5 na Smíchově - v základech románská stavba, přestavěná v barokním slohu v 1. polovině 18. století a zbořená roku 1892, fragmenty z kamenné a štukové dekorace byly darovány do Národního muzea
- Kostel sv. Filipa a Jakuba v Praze na Starém Městě, Betlémské náměstí (stál při Betlémské kapli, jeho základy se dochovaly v podzemí Betlémské kaple, nadzemní zdivo bylo zbořeno; jeho farní hřbitov je vyznačen odlišnými kostkami v dlažbě severní části náměstí)
- Kostel svatého Filipa a Jakuba (Zlíchov) v Praze 5 - Hlubočepy[1]
- Kaple sv. Filipa a Jakuba, hřbitov Malvazinky, Praha 5 - Jinonice; z roku 1896
- další: Hraběšice, Lelekovice, Olomouc- Nové Sady, Zlín, Roztoky u Jilemnice

## Ikonografie
Svatý Filip bývá zpodoben na obrazech a sochách buď jako mladík nebo stařec. Téměř vždy má u sebe kříž nebo berlu s patriarším křížem (kříž s dvojitým příčným břevnem); často také kámen, knihu nebo svitek; mísu, ze které se vine had; také koš s bochníky chleba a rybami. K nejvýznamnějším vyobrazením sv. Filipa patří barokní obraz Petra Pavla Rubense ze série 12 apoštolů v Pradu v Madridu a socha od Giuseppe Mazzuoliho z okruhu Gianlorenza Berniniho v římské papežské bazilice Sv. Jana v Lateránu.  
Jeho svátek je slaven v liturgickém kalendáři spolu s apoštolem Jakubem mladším. Ve starém kalendáři byl jejich svátek uváděn 1. května, což souviselo s přenesením jejich ostatků a hlavně s posvěcením římské baziliky Dvanácti apoštolů 1. 5. 570. Noci před jejich svátkem se podle lidové tradice říká filipojakubská noc. V novém římskokatolickém kalendáři došlo k přesunu svátku o dva dny pro památku Josefa Dělníka a Atanáše, učitele církve, na 3. května. Některé církve (např. starokatolická) ho slaví stále 1. května.